# Iránsahr megye
Iránsahr megye (perzsa nyelven: شهرستان ایرانشهر) Irán Szisztán és Beludzsisztán tartományának nyugati, középső elhelyezkedésű megyéje az ország keleti részén. Keleten Hás megye határolja, délkeleten Mehresztán megye, délen Szarbáz megye, Niksahr megye, délnyugatról Fanudzs megye, nyugatról Dalgán megye határolja, valamint Kermán tartomány, észak felől Záhedán megyével határos. A megye lakossága 2006-ban 164 447 fő volt. A megye két kerületre osztható: Központi kerület és Bázmán kerület. A megyében két város található: a 100 000 fős megyeszékhely, Iránsahr, illetve a 4000 fős Bázmán.
2006-ig hozzá tartozott Dalgán megye és Bampur megye. Együttesen a három megye összlakossága 264 226 fő volt.

## Népesség
| 2016 | 254 314 |

## Fordítás
- Ez a szócikk részben vagy egészben  az   Iranshahr County című angol Wikipédia-szócikk ezen változatának fordításán alapul.  Az eredeti cikk szerkesztőit annak laptörténete sorolja fel. Ez a jelzés csupán a megfogalmazás eredetét és a szerzői jogokat jelzi, nem szolgál a cikkben szereplő információk forrásmegjelöléseként.